# 大動脈弁

ヒトの心臓の構造
中央付近に大動脈弁が示されている

大動脈弁（だいどうみゃくべん、英: aortic valve、羅: valva aortae）は、心臓の左心室から大動脈への血液の流出路にある弁である。

## 機能
大動脈弁は、左心室が収縮すると同時に開いて血液を大動脈へ送り出し、左心室が拡張すると同時に閉じて血液の逆流を防止している。
通常は3つの弁尖から成る。

## 構造
大動脈弁は、右冠尖、左冠尖、無冠尖と呼ばれる三つの弁尖から成っている。右冠尖は右冠動脈を、左冠尖は左冠動脈を出している。その名の通り、無冠尖は冠動脈を出していない。腱索や乳頭筋との接続は無い。

## 大動脈弁の疾患
- 大動脈弁狭窄症(AS)
- 大動脈弁閉鎖不全症(AR)